# نبرد جزیره مار
نبرد جزیره مار در ۲۴ فوریه ۲۰۲۲ در جزیره مار (اوکراینی: Острів Зміїний) در جریان تهاجم روسیه به اوکراین در سال ۲۰۲۲ اتفاق افتاد.

## زمینه
جزیره مار یک جزیره صخره ای کوچک در سواحل جنوبی کشور اوکراین است که به دلیل قرار گرفتن در نزدیکی رومانی و در حاشیه آب‌های سرزمینی اوکراین در دریای سیاه، از نظر استراتژیک برای اوکراین مفید است. در آگوست ۲۰۲۱، رئیس‌جمهور اوکراین، ولودیمیر زلنسکی، یک رویداد مطبوعاتی در جزیره مار برگزار کرد و طی آن گفت: این جزیره، مانند بقیه سرزمین ما، سرزمین اوکراین است و ما با تمام توان از آن دفاع خواهیم کرد.

## حمله به جزیره

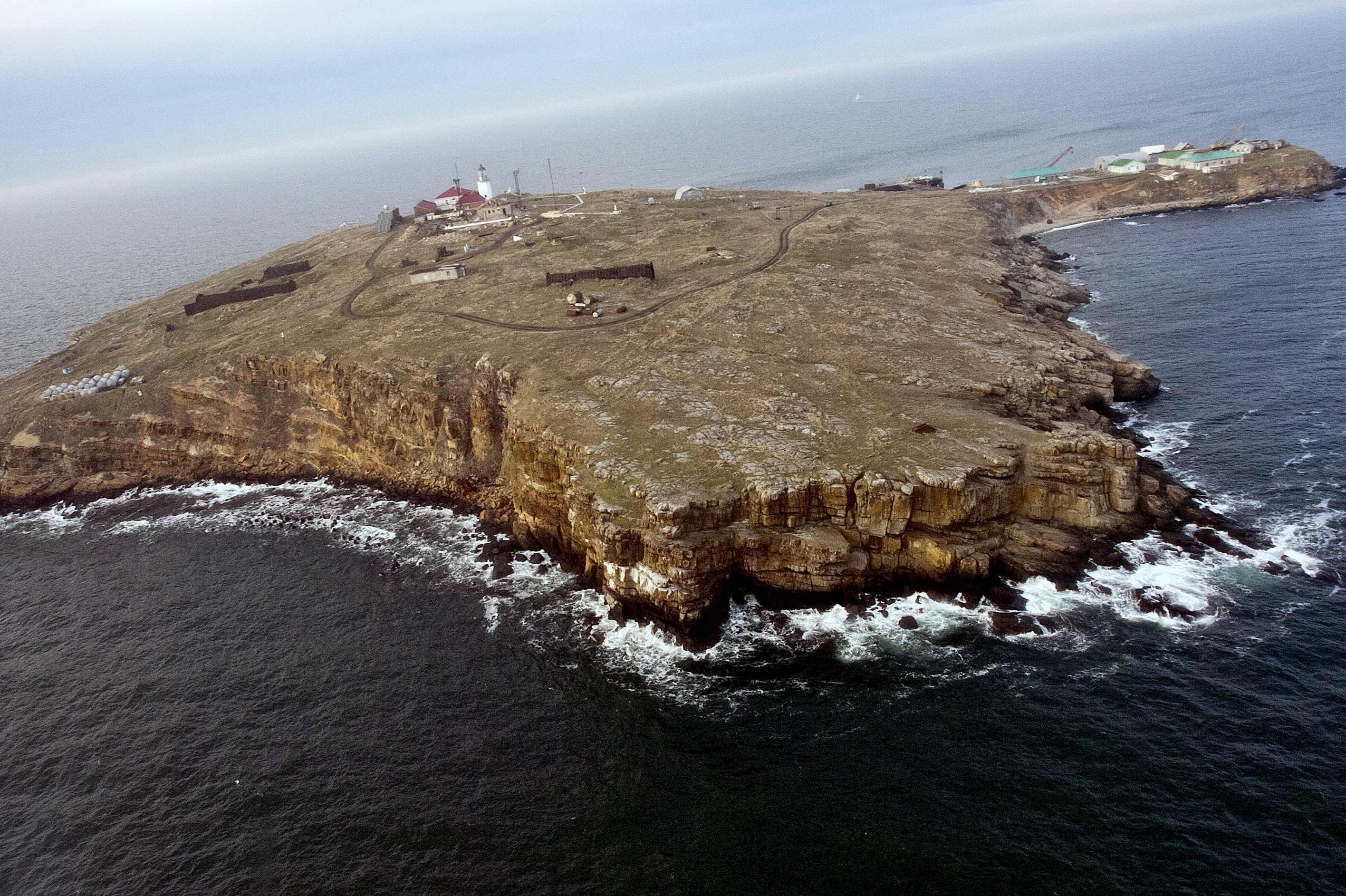
تصویر جزیره مار ۲۰۰۸

حدود ساعت ۱۸:۰۰ به وقت محلی در ۲۴ فوریه ۲۰۲۲، گارد مرزی دولتی اوکراین اعلام کرد که جزیره مار، واقع در آب‌های سرزمینی اوکراین در دریای سیاه، در اولین روز از تهاجم روسیه در سال ۲۰۲۲ مورد حمله کشتی‌های نیروی دریایی روسیه قرار گرفته‌است. اوکراین رزمناو مسکوا و قایق گشتی واسیلی بیکوف با استفاده از تفنگ‌های عرشه خود در این حمله شرکت داشتند.
بر اساس فایل صوتی به اشتراک گذاشته شده توسط Ukrayinska Pravda، زمانی که کشتی جنگی روسی را شناسایی کرد و به سربازان اوکراینی مستقر در جزیره دستور داد که تسلیم شوند، پاسخ آنها این بود: «کشتی جنگی روسیه، برو خودت را مورد تجاوز قرار بده» (روسی: 'Русский военный корабль, иди на хуй'). بعد از ظهر، سرویس گارد مرزی دولتی اوکراین اعلام کرد که ارتباط با جزیره مار قطع شده‌است و در ساعت ۲۲:۰۰ (۰۱:۰۰ به وقت مسکو، UTC+2)، اعلام کرد که نیروهای روسی جزیره را به دنبال نیروی دریایی تصرف کرده‌اند و توسط بمباران هوایی، تمام زیرساخت‌های جزیره را نابود کرد. سیزده مرزبان، که نماینده کل حضور نظامی اوکراین در جزیره بودند، پس از خودداری از تسلیم شدن، در جریان نبرد کشته شدند. یکی از سربازان اوکراینی لحظه شلیک کشتی جنگی روسیه را به صورت زنده پخش کرد.
در همان روز، رئیس‌جمهور ولودیمیر زلنسکی اعلام کرد که به تمام سیزده نگهبان پس از مرگ، عنوان قهرمان اوکراین، بالاترین افتخار نظامی اوکراین، اعطا خواهد شد.
مطبوعات روسی نسخه دیگری از این نبرد ارائه دادند و بیان کردند که ۸۲ سرباز اوکراینی داوطلبانه تسلیم شدند و قول دادند که دیگر فعالیت نظامی انجام ندهند و اکنون در روسیه هستند و به زودی آزاد می‌شوند.

## خبر زنده‌بودن مرزبانان
در ۲۶ فوریه ۲۰۲۲ ، ارتش اوکراین طی پیامی تایید کرد که تمام مرزبانان اوکراینی مدافع جزیره مار که پیش از این گمان برده شد کشته شده‌اند ، زنده و سالم در اسارت نیروهای روسی به‌سر می‌برند. ارتش اوکراین اضافه کرد علت ادعای کشته‌شدن تمام سربازان در جزیره مار در نبرد با نیروهای روسی، قطع ارتباط کامل نیروی دریایی با سربازان پس از وقوع نبرد بوده است.

## واکنش
آخرین کلمات مرزبانان اوکراینی «کشتی جنگی روسیه، برو خودت را مورد تجاوز قرار بده» در فضای مجازی منتشر شد و به یک فریاد تجمع برای اوکراینی‌ها و حامیان آنها در سراسر جهان تبدیل شد. مجلهٔ ویک این عبارت را با «نبرد آلامو را به یاد داشته باشید» از جمهوری تگزاس در قرن ۱۹ مقایسه کرد.